# (36613) 2000 QW145
2000 QW145 (asteroide 36613) é um asteroide da cintura principal. Possui uma excentricidade de 0.04438330 e uma inclinação de 6.51070º.
Este asteroide foi descoberto no dia 31 de agosto de 2000 por LINEAR em Socorro.